# Équipe de Géorgie féminine de volley-ball
L'équipe de Géorgie féminine de volley-ball est composée des meilleures joueuses géorgiennes sélectionnées par la Fédération géorgienne de volley-ball. Elle est actuellement classée au 60e rang de la Fédération internationale de volley-ball au 11 juillet 2022.

## Sélection actuelle
Sélection pour les Qualifications aux championnats d'Europe de 2011.
Entraîneur : Nino Mgebrishvili  ; entraîneur-adjoint : Feliks Sukiasov 

## Palmarès et parcours

### Palmarès
Néant